# Euploea jadiva
Euploea jadiva är en fjärilsart som beskrevs av Hans Fruhstorfer 1911. Euploea jadiva ingår i släktet Euploea och familjen praktfjärilar. Inga underarter finns listade i Catalogue of Life.